# منفی (فیلم ۱۹۸۸)
«منفی» (انگلیسی: Negatives (1988 film)) فیلمی در ژانر ترسناک است که در سال ۱۹۸۸ منتشر شد. از بازیگران آن می‌توان به دوین جونز و دبی روشون اشاره کرد.